# Peter Eriksson (moderat)
Peter Eriksson, född 4 januari 1975, är en svensk politiker (moderat). Sedan januari 2023 är han kommunalråd och kommunstyrelsens ordförande i Trollhättans kommun..
Eriksson var perioden 2010–2022 oppositionsråd och vice ordförande i kommunstyrelsen. I kommunalvalet 2022 ökade Moderaterna med nästan sju procentenheter och ett borgerligt minoritetsstyre lett av Eriksson kunde bildas, efter att Socialdemokraterna dessförinnan haft makten i staden i drygt hundra år.
Eriksson är sedan 2023 också ordförande för Fyrbodals kommunalförbund, som är ett samarbetsforum för de nordvästra kommunerna i Västra Götalandsregionen.